# The Corn Is Green (1945)
The Corn Is Green (bra: O Coração Não Envelhece) é um filme estadunidense de 1945, do gênero drama, dirigido por Irving Rapper, e estrelado por Bette Davis. O roteiro de Frank Cavett e Casey Robinson foi baseado na peça teatral homônima de 1938, de Emlyn Williams, que originalmente estrelou Ethel Barrymore.
John Dall e Joan Lorring foram indicados ao Oscar de melhor ator coadjuvante e melhor atriz coadjuvante, respectivamente.
O filme foi refilmado com o mesmo nome em 1979, e foi estrelado por Katharine Hepburn.

## Sinopse
No País de Gales, a professora Lilly Moffat (Bette Davis) fica abismada com as condições precárias de uma cidade mineira. Então, ela decide abrir uma escola de ensino fundamental para os garotos mineradores que vão diariamente cantarolando durante todo o percurso até o trabalho, no qual começam todos aos doze anos. Apesar de todas as dificuldades, algumas impostas pelas próprias autoridades locais, Lilly continua a luta para conseguir abrir a instituição e alfabetizar as crianças.

## Elenco
- Bette Davis como Lily Cristobel Moffatt
- John Dall como Morgan Evans
- Joan Lorring como Bessie Watty
- Nigel Bruce como Juiz
- Rhys Williams como Sr. Jones
- Rosalind Ivan como Sra. Watty
- Mildred Dunnock como Srta. Ronberry
- Arthur Shields como Glyn Thomas
- Gwyneth Hughes como Sarah Pugh
- Thomas Louden como Velho Tom
- Rhoda Williams como Wylodine
- Gene Ross como Gwilym Jones

## Produção
Rhys Williams, Rosalind Ivan, Mildred Dunnock e Gene Ross, membros da peça original da Broadway, reprisaram seus papéis no filme. Richard Waring havia sido originalmente escalado para o papel de Morgan, mas foi dispensado para ir à Segunda Guerra Mundial.
A personagem Lilly Moffat deveria estar na casa dos 50 anos. Para ajudá-la a ter uma aparência adequada ao papel, Bette Davis, de 36 anos, usou uma peruca grisalha e enchimentos sob o corpo que adicionaram 14 kg ao seu corpo.

## Recepção

### Bilheteria
De acordo com os registros da Warner Bros., o filme arrecadou US$ 2.202.000 nacionalmente e US$ 1.447.000 no exterior, totalizando US$ 3.649.000 mundialmente.

## Prêmios e indicações
| Ano  | Cerimônia | Categoria                | Indicado     | Resultado |
| ---- | --------- | ------------------------ | ------------ | --------- |
| 1946 | Oscar     | Melhor ator coadjuvante  | John Dall    | Indicado  |
| 1946 | Oscar     | Melhor atriz coadjuvante | Joan Lorring | Indicado  |